# Акинфов, Владимир Николаевич
Владимир Николаевич Акинфов (1841—1914) — владимирский вице-губернатор (1890—1893), симбирский губернатор (1893—1902), действительный тайный советник.

## Биография
Родился 14 (26) апреля 1841 года; крещён 23 апреля в церкви Афанасия и Кирилла на Сивцевом Вражке.
Происходил из древнего дворянского рода Акинфовых Владимирской губернии — последний в роде.
- Дед — Владимир Алексеевич Акинфов, прапорщик лейб-гвардии Преображенского полка и киржачский уездный предводитель дворянства в 1791—1794 гг.
- Бабушка — Елизавета Фёдоровна Грибоедова, тетка А. С. Грибоедова.
  - Отец — Николай Владимирович (1791—1867), участник войны 1812 года, младший брат генерал-майора Ф. В. Акинфова. Участвовал в 48 сражениях, закончил наполеоновские войны в Париже, вышел в отставку в чине подполковника в связи с ранениями. В качестве члена комитета по строительству Первой Градской больницы в Москве лично внес на строительство больницы 100 тыс. рублей. Был попечителем больницы и много лет лично финансировал содержание так называемых «акинфовских палат».
  - Мать — фрейлина Екатерина Аврамовна Хвощинская, племянница А. М. Горчакова, последнего канцлера Российской империи.

Вступил в службу 24 апреля 1859 года. В 1866 году пожалован в звание камер-юнкера. В том же году избран и утверждён покровским уездным предводителем дворянства и занимал эту должность до 1890 года. Будучи уездным предводителем дворянства, занимал по выборам должности: попечителя Владимирской классической гимназии (1866—1869 и 1885—1889), почётного мирового судьи Покровского судебного округа (1868—1893), председателя Покровской уездной земской управы (1869—1871 и 1875—1890). Почётный гражданин Киржача (с 1870).
Карьерный рост В. Н. Акинфова светская сплетня связывала с тем, что его жена, Надежда Сергеевна, была любовницей пожилого государственного канцлера Александра Михайловича Горчакова, двоюродного деда своего мужа. «Князь Горчаков походит на древних жрецов, которые золотили рога своих жертв», — писал по этому поводу Фёдор Тютчев, который также был увлечён Надеждой. В 1867 году она оставила Горчакова, добилась развода с мужем и во втором браке стала морганатической супругой герцога Николая Максимилиановича Лейхтенбергского. Её двух дочерей от брака с Акинфовым воспитывала до их повзросления бабушка Екатерина Аврамовна Акинфова (1820—1888).
В 1890 году Акинфов назначен владимирским вице-губернатором, а 30 января 1893 года — Симбирским губернатором. В годы его правления был построен Католический костёл, открылись губернская учёная архивная комиссия, ремесленное училище им. М. В. Лебедева, городская богадельня с детским приютом им. А. П. Конурина, начала функционировать телефонная правительственная связь, открылась женская Гимназия Т. Н. Якубович, коммерческое училище, дом трудолюбия, ремесленное училище для сирот им. Лебедева, а близ села Вырыпаевка, открыта сельскохозяйственная школа (1896). Позже открыта бесплатная больница для неизлечимых и городской ломбард; симбирские католики обрели на Шатальной улице (ныне ул. Карюкина) долгожданный костёл.
В начале 1901 года правительство предложило ему службу в Санкт-Петербурге, но симбирские жители приложили все усилия, чтобы не отпустить его. Акинфов остался губернатором ещё на один год. Его плодотворная служба в Симбирске была отмечена орденом Св. Владимира 2-й степени (1898) и орденом Белого Орла (1902).
22 июля 1902 года В. Н. Акинфов был назначен почётным опекуном Опекунского совета императрицы Марии и переведён в Москву. За заслуги Акинфова на посту губернатора в 1903 году он был избран почётным гражданином Симбирска.
Занимал должность управляющего Московского родовспомогательного заведения и Убежища государыни императрицы Марии Фёдоровны для заслуженных воспитательниц учреждений императрицы Марии, попечителем Московского сиротского института императора Николая I.
Умер в Москве 22 мая (4 июня) 1914 года. Похоронен на кладбище Донского монастыря.

## Награды
- орден Св. Анны 2-й (1873) и 1-й ст. (1893)
- орден Св. Владимира 3-й (1880) и 2-й ст. (1898)
- орден Св. Станислава 1-й ст. (1889)
- орден Белого орла (1902).